# San Juan Bautista Guelache (kommun)
San Juan Bautista Guelache är en kommun i Mexiko.   Den ligger i delstaten Oaxaca, i den sydöstra delen av landet, 300 km sydost om huvudstaden Mexico City.
Följande samhällen finns i San Juan Bautista Guelache:
- San Juan Bautista Guelache
- Fraccionamiento San Miguel
- El Vergel
- Santos Degollado
- Asunción Etla